# The Fabulous Thunderbirds
The Fabulous Thunderbirds ist eine US-amerikanische Band, die als reine Blues-Band begann. Sie wurde 1974 von Stevie Ray Vaughans älterem Bruder Jimmie Vaughan gegründet. Dieser konnte für sein Projekt außerdem Kim Wilson, Keith Ferguson und Mick Buck gewinnen.

## Bandgeschichte
1979 nahm die Band ihr Debütalbum auf, das auf traditionell gespielte Art Rock ’n’ Roll, Countryrock und Rhythm & Blues vereinte. Während der Aufnahmen zu What’s the Word verließ Buck die Band, für ihn kam Fran Christina. 1981 erschien dann das Blues-Album Butt Rockin’. 1982 kam das von Nick Lowe produzierte Album T-Bird Rhythm auf den Markt, das ebenfalls einen starken Blues bot.
Kurze Zeit später verlor die Band ihren Plattenvertrag, woraufhin Ferguson die Band verließ. Er wurde durch Preston Hubbard ersetzt. Dave Edmunds war im Jahre 1986 dann der Produzent des Albums Tuff Enuff, das die Single-Auskoppelungen Tuff Enuff und Wrap It Up hervorbrachte. Es wurde der größte Erfolg der Band. Auf dem Album sind unter anderem auch der Pianist Chuck Leavell von den Allman Brothers und David Hidalgo und César Rosas von Los Lobos zu hören.
Das Album Hot Number (1987) und die dazugehörige Single Stand Back hatten nicht so viel Erfolg wie der Vorgänger; auch wenn die Platte von der Kritik gelobt wurde, ähnelten die Songs zu sehr denen von Tuff Enuff. Das Gleiche galt auch für Powerful Stuff (1989) und die gleichnamige Single.
1990 stieg Vaughan dann offiziell aus, an seine Stelle trat Duke Robillard. Das in dieser Zeit aufgenommene Album Walk That Walk, Talk That Talk floppte. Jimmy Vaughan ist auf diesem Album neben Duke Robillard zwar zu hören, wird allerdings nicht erwähnt. Die Aufnahmesessions beschreibt er aufgrund der Auseinandersetzungen mit Wilson als „hellish“. Bald darauf trennten sich die Fabulous Thunderbirds.
1993 arrangierte Wilson eine Reunion, wofür er Doyle Bramhall gewinnen konnte. Sie nahmen das Album Wrap It Up auf, das zwar auch floppte, aber immerhin sehr gute Kritiken bekam. Das folgende Album Roll the Dice, das ebenfalls von der Kritik gelobt wurde, wurde in der Besetzung Wilson, Christina, Gene Taylor, Danny Kortchmar, Kid Ramos und Harvey Brooks eingespielt.
Auf der 1997er Produktion High Water wurde Wilson von Kortchmar und Steve Jordan begleitet.

## Diskografie

### Studioalben
| Jahr | Titel          | Höchstplatzierung, Gesamtwochen, AuszeichnungChartsChartplatzierungen (Jahr, Titel, Platzierungen, Wochen, Auszeichnungen, Anmerkungen) | Anmerkungen                       |
| Jahr | Titel          | US | Anmerkungen                       |
| ---- | -------------- | --- | --------------------------------- |
| 1981 | Butt Rockin’   | US176 (7 Wo.)US | Erstveröffentlichung: März 1981   |
| 1986 | Tuff Enuff     | US13 Platin · (53 Wo.)US | Erstveröffentlichung: Januar 1986 |
| 1987 | Hot Number     | US49 (15 Wo.)US | Erstveröffentlichung: Juli 1987   |
| 1989 | Powerful Stuff | US118 (7 Wo.)US | Erstveröffentlichung: April 1989  |

Weitere Veröffentlichungen
- 1979: Girls Go Wild
- 1980: What’s the Word
- 1982: T-Bird Rhythm
- 1987: Portfolio
- 1991: The Essential
- 1991: Walk That Walk, Talk That Talk
- 1992: Hot Stuff: The Greatest Hits
- 1993: Wrap It Up
- 1995: Roll of the Dice
- 1996: Different Tacos
- 1997: High Water
- 2001: Live
- 2005: Painted On
- 2013: On the Verge
- 2016: Strong Like That
- 2024: Struck Down

### Singles
| Jahr | Titel Album           | Höchstplatzierung, Gesamtwochen, AuszeichnungChartsChartplatzierungen (Jahr, Titel, Album, Platzierungen, Wochen, Auszeichnungen, Anmerkungen) | Anmerkungen                       |
| Jahr | Titel Album           | US | Anmerkungen                       |
| ---- | --------------------- | --- | --------------------------------- |
| 1986 | Tuff Enuff            | US10 (19 Wo.)US | Erstveröffentlichung: März 1986   |
| 1986 | Wrap It Up Tuff Enuff | US50 (10 Wo.)US | Erstveröffentlichung: Juli 1986   |
| 1987 | Stand Back Hot Number | US76 (5 Wo.)US | Erstveröffentlichung: Juni 1987   |
| 1988 | Powerful Stuff        | US65 (7 Wo.)US | Erstveröffentlichung: August 1988 |